# 費多里夫卡 (茲維亞赫爾區)
50°37′16″N 27°48′15″E / 50.62111°N 27.80417°E
費多里夫卡（羅馬化：Fedorivka）是烏克蘭北部的村落，隸屬日托米爾州的茲維亞赫爾區。該村始建於1703年，面積4.8平方公里，海拔高度230米，2001年人口610，人口密度每平方公里127人。